# Килиџ Арслан
Килиџ Арслан I (Стари Анадолијски турски: قِلِج اَرسلان, персијски: قلج ارسلان‎) (умро 1107) био је иконијски султан Селџука (1092—1107) и један од најзначајнијих муслиманских учесника Првог крсташког рата.

## Сељачки крсташки рат
Килиџ Арслан је заслужан за неуспех Сељачког крсташког рата. Крсташи под вођством Петра Пустињака и Валтера без Земље дошли су 1096. године до Никеје. Килиџ Арслан их је поразио код Херигордона и Киветота. Тако је пропао Сељачки крсташки рат, а Килиџ се посветио ратовању са данишмендским султаном Малик Газијем.

## Први крсташки рат и крсташки рат 1101.
Килиџ Арслан је командовао турским снагама приликом опсаде Никеје и битке код Дорилеја. Оба пута је поражен. Након што је Боемунд Тарентски заробљен у бици код Мелитене, Килиџ Арслан се удружио са Ридваном од Алепа и у заседи поразио Маликове снаге. Килиџ Арслан је заслужан и за неуспех крсташког похода 1101. године. Поразио је јединице Вилијама II Невера и армију Вилијама IX, Велфа IV и Иде од Аустрије у две битке код Хераклеје. У другој бици погинуо је Иго од Вермандоа, један од најзначајнијих личности Првог крсташког рата. Килиџ Арслан је погинуо 1107. године у рату против Мухамеда I приликом повлачења. Удавио се у реци.